# Ivan le Terrible (film)
Pour les articles homonymes, voir Ivan le Terrible (homonymie).
Pour plus de détails, voir Fiche technique et Distribution.
Ivan le Terrible (en russe : Иван Грозный, Ivan Groznyï) est le dernier film réalisé par le cinéaste soviétique Sergueï Eisenstein. Il est composé de deux parties dont la première, en noir et blanc, est sortie en 1945 tandis que la seconde, dont les scènes finales sont en couleur, n'est sortie qu'en 1958, bloquée par la censure.
Il s'agit d'une fresque historique retraçant les efforts du tsar Ivan IV de Russie (1530-1584), dit Ivan le Terrible, pour unifier les terres russes en un État moderne et puissant. Le tsar doit affronter aussi bien des adversaires étrangers, à l'est et à l'ouest, qu'un terrible complot ourdi parmi les siens.

## Le personnage historique d'Ivan le Terrible
Ivan IV de Russie, surnommé Ivan le Terrible, est né en 1530. À la mort de son père Vassili III en 1533, il devient Grand Prince de Russie. En attendant sa majorité, sa mère Hélène Glinskaïa assure la régence. Cette dernière meurt en 1538, laissant l’État aux boyards qui cherchent à prendre le pouvoir. En 1547, Ivan IV atteint sa majorité ; il est le premier grand-prince moscovite à être officiellement couronné tsar. La même année, il épouse Anastasia Romanovna de la famille des Romanov.
Il s’entoure de fidèles conseillers et se tient à l’écart de la noblesse à cause de la révolte des nobles durant son enfance. Il réunit le premier zemski sobor, qui est une sorte d’états généraux. Il réorganise le pays et renforce sa position autocratique en enlevant des pouvoirs aux boyards et à l’Église.
En 1550, il lance une réforme du système administratif et judiciaire : des directions unifiées sont créées pour les finances, les affaires étrangères et la guerre ; les pouvoirs des voïvodes, les gouverneurs de provinces, sont limités. En 1560, il entreprend une nouvelle réforme de l’administration locale et du système fiscal, réorganisés notamment au détriment des boyards qui se voient privés des taxes qu’ils ont toujours eu le droit de prélever sur les impôts qu'ils collectent pour le tsar.
En 1564, Ivan IV abdique et part de Moscou avec une partie de la cour. Mais quelques semaines plus tard sous la pression populaire, il accepte de remonter sur le trône.
En 1565, il s'approprie une partie de la Moscovie à titre personnel (ce domaine sera dénommé opritchnina) et la dirige lui-même pour la redistribuer à ses plus fidèles partisans, créant ainsi de nouveaux fonctionnaires, les opritchniki. Les boyards mécontents de leur perte de pouvoir complotent contre le Tsar qui les extermine sans pitié ce qui lui vaut le surnom de « Ivan le Terrible ».
En 1552, les armées moscovites conquièrent et annexent le royaume tatar de Kazan et Astrakhan qui deviennent des territoires russes en 1556. Il pacifie les frontières de l’Est de la Russie. Il autorise les rapports commerciaux entre l’Angleterre et la Russie.
Souvent excessif et cruel, Ivan IV fonde une Russie forte et crée un modèle de pouvoir suprême pour les tsars.

## Le film
Le film raconte les efforts du prince Ivan de Moscou qui, au XVIe siècle, transforma un ensemble disparate de principautés en un puissant État russe unifié, magnifia la renommée guerrière de la Russie et pour cela, fut ceint, le premier, de la couronne de tsar de toutes les Russies.

### Première partie
Le film s'ouvre sur les fastes du couronnement du grand-prince de Moscou, Ivan Vassilievitch, désormais tsar de Moscou et seigneur absolu de toutes les Russies. Sitôt ceint de la couronne, le nouveau tsar proclame sa ferme volonté de lutter contre les ennemis extérieurs et intérieurs du pays. Sa première tâche est d'unifier le royaume, par la force s'il le faut. Les puissants boyards sont invités à se soumettre à son autorité. Une nouvelle institution, les streltsy, est créée comme bras armé du tsar. Enfin des contributions financières sont maintenant exigées, y compris des riches monastères. Telles sont les conditions qui, selon le tsar, permettront à la Russie de retrouver l'intégralité de ses terres et sa grandeur passée comme troisième Rome. Le discours du tsar est fraîchement accueilli par les boyards. Les ambassadeurs présents sont mécontents. Quant à la tante d'Ivan, l'ambitieuse Euphrosyne Staritskaïa qui rêve de voir son fils Vladimir — un simple d'esprit — à la place d'Ivan, elle promet pour la Saint Siméon des noces bien particulières au tsar.
Les festivités des noces d'Ivan et d'Anastassia vont bon train. Pourtant deux intimes du tsar font grise mine. Le prince Andreï Kourbski pense que le mariage va l'éloigner d'Ivan (et d'Anastassia qu'il aime en secret). Le mystique Fiodor Kolytchov craint que les réformes annoncées ne suscitent des troubles. Il demande au tsar l'autorisation de se retirer dans un monastère. Comme en réponse aux inquiétudes de Kolytchov, une foule d'émeutiers excités par le clan d'Efrossinya fait irruption en plein banquet. Sus au tsar, il est ensorcelé ! Des prodiges l'attestent : des maisons s'embrasent spontanément et des cloches tombent toutes seules ! Grâce à sa haute stature et son autorité naturelle, Ivan calme la foule et lui fait reprendre ses esprits. Il lui explique la grande cause qu'il poursuit : remettre de l'ordre dans le royaume, écraser sans pitié toute sédition, favoriser le travail et le commerce. La foule est conquise, enthousiaste. C'est alors qu'un représentant du khan de Kazan vient défier le tsar. Rompant son amitié avec Moscou, Kazan lui déclare la guerre. Le khan offre un poignard à Ivan pour qu'il se suicide ... et évite la honte. C'en est trop. Ivan jure de laver l'affront et d'en finir avec Kazan. Sans attendre, la foule part au combat : tous à Kazan !
Ivan et son armée s'installent devant la citadelle de Kazan et de formidables explosions ébranlent les fondations de la citadelle. Les tours de siège sont poussées vers les remparts. Sous le commandement du prince Kourbski, la cavalerie est lancée à l'assaut de Kazan. Les fantassins accourent. Les canons tirent leurs boulets. La citadelle cède rapidement. La victoire d'Ivan est totale. Elle lui donne maintenant une légitimité incontestable. Il est bien le tsar de toutes les Russies.
Ivan est revenu à Moscou. Le temps a passé. Anastasia lui a donné un fils, Dimitri. Mais l'heure est grave. Le tsar Ivan vient de tomber malade. Tous viennent aux nouvelles. Quasi mourant, Ivan a fait venir l'archevêque Pimen pour recevoir l'extrême-onction. Serait-ce une juste punition de Dieu, comme le pense Efrossinya ? Mais avant de quitter ce monde, le tsar demande à tous de s'approcher de lui et d'embrasser la croix en signe d'allégeance à son fils Dimitri. Avec horreur, il voit chacun s'esquiver. Est-il possible que les boyards n'aient rien compris de la grande cause russe ? Interpelés l'un après l'autre par le tsar, les boyards restent muets. Ivan s'effondre. Anastassia les maudit.
Effrossinya tient sa vengeance et demande de jurer fidélité à son fils Vladimir. Seul le prince Kourbski hésite encore car il réalise qu'il peut accéder au trône en épousant la tsarine Anastassia. Mais celle-ci lui fait comprendre qu'il a peut-être enterré Ivan un peu trop tôt. Ivan n'est pas encore mort... Kourbski tente alors un coup audacieux. Devant l'assemblée des boyards il prête ostensiblement serment non à Vladimir mais au tsarévitch Dimitri. Son serment consterne les boyards, mais parvient aux oreilles d'Ivan qui, ayant repris quelques forces, s'est levé de son lit d'agonisant et fait une apparition inattendue. L'audace du prince a payé. Reconnaissant, Ivan lui confie une mission de grande importance : libérer les terres russes de l'Ouest. Quant aux terres méridionales, Ivan en confie la défense au fidèle Alexeï Basmanov, ennemi juré des boyards.
Efrossinya et les boyards se sont réunis pour examiner la situation. Ils se sentent opprimés par le pouvoir autocratique d'Ivan et ont peur. Ivan ne les écoute plus, pire, il accorde sa confiance à Basmanov, un homme de rien. Pour comble de malheur, le métropolite Pimen leur annonce qu'Ivan l'a démis de son titre et l'envoie à Novgorod. Une réaction s'impose. Pimen conseille de profiter de l'éloignement de Kourbski pour affaiblir le tsar en s'opposant à ses campagnes. Quant à Efrossinya, elle se propose de s'occuper personnellement d'Anastassia.
Le plan semble fonctionner car, du côté du tsar, les nouvelles ne sont pas bonnes. Les canons royaux manquent de plomb car les navires anglais sont bloqués par la ligue hanséatique et ne peuvent commercer avec la Russie. Furieux, Ivan décide d'ouvrir la voie septentrionale de la mer Blanche aux navires anglais. Ivan charge Népéja d'aller faire sa proposition à la reine Élisabeth d'Angleterre et de lui offrir un échiquier.
Allongé auprès de sa femme, Ivan lui confie sa solitude. De fait, il a quelques raisons d'être soucieux. Un messager apporte de mauvaises nouvelles de Riazan. Basmanov est en difficulté dans la défense de la ville et les boyards s'opposent aux ordres du tsar et sont prêts à livrer Riazan au khan de Crimée.
La riposte doit être impitoyable, comme il l'avait promis. Désormais, non seulement les traîtres seront dépossédés de leurs terres mais les fiefs ne seront plus héréditaires ! Les terres ne seront données que pour le service rendu à l'État. Efrossinya, effrayée par ces dernières décisions, décide de passer à l'action. Elle empoisonne Anastassia. Plan diabolique car c'est Ivan lui-même qui apporte, sans le savoir, la coupe mortelle aux lèvres d'Anastassia.
Au pied du catafalque d'Anastassia, Ivan est anéanti. L'ambiance est angoissante. Maliouta, son fidèle serviteur, lui lit les dernières nouvelles : ce ne sont que trahisons et séditions. Même le prince Kourbski, son ami Andreï, a trahi la grande cause russe en passant au service du roi de Pologne Sigismond. Ivan est en proie au doute. A-t-il raison ? Est-il puni par Dieu ? Ivan veut réagir et fait le compte de ses derniers amis. Ils sont peu nombreux. Il y a le fidèle Fiodor Kolytchov qu'il veut voir revenir de son monastère. Il y a aussi Maliouta, Alexeï Basmanov et son fils Fiodor. Ces deux derniers font comprendre au tsar qu'il doit s'appuyer sur des hommes nouveaux, « l'anneau de fer », qui se dévoueront corps et âme à la grande cause russe. Basmanov a raison, mais Ivan voit plus loin : s'appuyer sur le peuple même et en obtenir une nouvelle légitimité. Pour cela il quitte Moscou et se retire à Alexandrov où il attend l'appel du peuple.
Le peuple est informé du départ du tsar pour Alexandrov. Les hommes sont appelés à former la garde personnelle du tsar. L'appel du tsar a été entendu. Une immense procession rejoint la retraite d'Ivan. Celui-ci s'incline respectueusement devant la foule, qui, à son tour, s'agenouille dans la neige. Il est temps pour Ivan de retourner à Moscou.

### Seconde partie, la conjuration des boyards
Nous sommes à la cour du roi de Pologne Sigismond. Le roi remet une décoration au prince Kourbsky qui vient de trahir la cause russe.
Le prince affirme que les boyards vont bientôt renverser le tsar reclus à Alexandrov. Il se dit prêt à monter sur le trône. Le roi trouve préférable de briser l'unité russe en rendant le pouvoir aux boyards et expose avec enthousiasme ses projets ambitieux d'expansion à l'est. Soudain, un messager accourt. C'est la consternation : Ivan fait marche sur Moscou !
À Moscou, devant les boyards réunis, Ivan annonce que l'essentiel des terres reviendra aux boyards — c'est la zemchtchina — tandis qu'il administrera le reste avec sa garde personnelle, l'opritchnina. Fedor Kolytchev, devenu le moine Philippe, fait son apparition. Il tance sévèrement le tsar pour son autoritarisme. Ivan veut se justifier. Nous revenons à l'adolescence d'Ivan, à l'époque où les boyards gouvernaient en son nom. Nous revoyons l'empoisonnement de sa mère, les manœuvres des boyards, leur hypocrisie et leur arrogance. Le jeune Ivan s'est alors juré de devenir un tsar autocrate, débarrassé des boyards. Nous retournons au tsar Ivan. Il fait le bilan de son action. Il a réussi à asseoir son autorité en s'appuyant sur le peuple et la défend maintenant grâce à l'opritchnina. Mais il se sent très seul. Anastasia n'est plus. Kourbski l'a trahi. Il a besoin d'amis. Il conjure Kolytchev de ne pas l'abandonner. Pour vaincre la réticence de Kolytchev-Philippe, qui est du côté des boyards, il lui propose le titre de métropolite et lui concède même le droit d'intercéder pour les condamnés.
Maliouta, devenu opritchinik et âme damnée d'Ivan, reproche au tsar sa faiblesse envers le nouveau métropolite Philippe. Il comprend la souffrance d'Ivan et veut le soulager un peu du poids du pouvoir. Il se propose de se charger lui-même des basses œuvres. Ivan accepte mais sent en lui un certain malaise.
En présence de Fiodor Basmanov, fils d'Alexeï Basmanov, le tsar se rend compte qu'Anastasia a peut-être été empoisonnée, et que c'est lui qui lui a apporté la coupe empoisonnée, coupe présentée par Efrossinya. De terribles soupçons pèsent maintenant sur la tante du tsar. Mais il faut encore des preuves.
Maliouta ne perd pas de temps. Il s'en prend à trois des parents du métropolite Philippe : Kolytchev "savant" et deux Kolytchev "non écrasés". Dans une parodie, il prétend qu'Ivan les accuse de félonie et qu'il les a condamnés à être décapités.
Maliouta exécute lui-même la décapitation. Ivan arrive, contemple la scène et s'incline devant les corps.
L'heure est grave. Devant les trois cercueils des Kolytchev, une foule se recueille. Philippe médite. Sous la pression de l'archevêque Pimen et d'Efrossinya, il décide de passer à l'action. Son plan est de se rendre maître d'Ivan lors d'une cérémonie religieuse, le lendemain, à la cathédrale.
La cérémonie évoque le mythe des trois adolescents Anani, Azari et Missail, qu'un ange a mystérieusement sauvés de la fournaise allumée sur ordre du "tsar païen" Nabuchodososor.
L'allusion aux Kolytchev et à Ivan est claire. Ivan fait son entrée dans la cathédrale, accompagné de ses opritchniki. Il s'incline devant Philippe et lui demande la bénédiction. Philippe refuse. Les deux se défient mutuellement. Philippe exige la suppression de l'opritchnina. Ivan lui intime l'ordre de se taire, puis voit dans la réaction d'Efrossinya l'aveu de sa culpabilité.
Fou de douleur, Ivan prévient qu'il sera dorénavant comme on le nomme : terrible.
En compagnie des boyards, Efrossinya et l'archevêque Pimen examinent la situation. Philippe est arrêté. Il est perdu. Après lui Ivan s'attaquera aux autres. Il ne reste plus qu'une seule solution, tuer Ivan. Pour cela, l'archevêque désigne Piotr Volynets, un fanatique. En attendant l'assassinat du tsar, que faire concernant Philippe ? Le cynique archevêque Pimen n'hésite pas à le sacrifier comme futur saint et martyr. Resté seul avec sa mère, Vladimir prend peur. Pour le rassurer, Efrossinya le prend dans ses bras et lui chante la chanson du castor noir. Maliouta entre. Il offre une coupe de vin à Efrossinya et invite Vladimir à venir au festin du tsar. Efrossinya y voit l'occasion rêvée pour Piotr d'approcher le tsar et de l'assassiner. Le doigt de Dieu s'est donc exprimé. Mais curieusement la coupe est vide…
Entouré de ses opritchniki, Ivan, ses amis, son cousin Vladimir font bombance. Une troupe de danseurs et Fiodor Basmanov entonnent une chanson vengeresse contre les boyards. Ivan confie (faussement) sa solitude à Vladimir qui, un peu éméché mais touché, veut lui prouver son amitié. Vladimir révèle à Ivan qu'on projette de l'assassiner. Sans s'en rendre compte, il ajoute "qu'elle" veut le voir, lui Vladimir, revêtir les vêtements de tsar. Puisqu'il en est ainsi, Ivan imagine une bouffonnerie.
Il fait revêtir à Vladimir des habits de tsar et procède au couronnement. Tous s'inclinent respectueusement devant le faux tsar Vladimir. Puis Vladimir est invité à les amener tous à la cathédrale. Plein d'appréhension, Vladimir prend la tête du long cortège.
À l'intérieur de la cathédrale, embusqué derrière un pilier, Piotr attend le tsar.
Vladimir s'arrête un moment. Piotr surgit et le poignarde de dos sans pouvoir le reconnaître.
Vladimir s'écroule face contre terre. Piotr est maîtrisé. Efrossinya surgit et crie victoire. Elle sera de courte durée. La foule s'écarte pour laisser s'avancer Ivan. Terrorisée Efrossinya se jette à terre et retourne le corps. C'est celui de son fils Vladimir.
Ivan s'approche de Piotr et le fait relâcher en tant qu'assassin d'un ennemi du tsar.
Tous s'en vont en cortège, derrière Ivan. Ils jurent fidélité à la grande cause russe.
Le film se termine sur une brève exhortation du tsar Ivan. Les ennemis de l'unité de la terre russe étant définitivement défaits, le tsar aura pour tâche de la défendre de ses ennemis étrangers.

## Fiche technique
- Titre : Ivan le Terrible
- Titre original : Иван Грозный
- Réalisation : Sergueï Eisenstein
- Scénario : Sergueï Eisenstein
- Musique : Sergueï Prokofiev
- Texte des chansons : Vladimir Lougovskoï
- Prises de vues : Andreï Moskvine (en studio) et Edouard Tissé (en extérieur)
- Production : Sergueï Eisenstein
- Pays de production :  Union soviétique
- Format : noir et blanc / couleur -1,37:1 - 35mm
- Genre : film biographique, film historique
- Durée : 187 minutes (99 minutes + 88 minutes)
- Dates de sortie : 
  - URSS : 20 janvier 1945 (pour la 1re partie) / 1958 (pour la 2de partie)
  - France : 6 mars 1946 (pour la 1re partie[1]) / 1er janvier 1959 (pour la 2de partie[2])

## Distribution
- Nikolaï Tcherkassov : Ivan le Terrible, tsar de Russie
- Erik Pyriev : Ivan, jeune
- Lioudmila Tselikovskaïa : Anastasia Romanovna, tsarine de Russie, épouse d'Ivan
- Serafima Birman : Euphrosyne Staritskaïa, tante d'Ivan
- Ada Voïtsik : Elena Glinskaïa, mère d'Ivan
- Pavel Kadotchnikov : Vladimir Andreïevitch, fils d'Efrossinïa, cousin d'Ivan
- Mikhaïl Nazvanov : le prince Andreï Mikhalovitch Kourbski
- Mikhaïl Jarov : Maliouta Skouratov, opritchnik
- Amvrossi Boutchma : Alexeï Basmanov, opritchnik
- Mikhaïl Kouznetsov : Fiodor Basmanov, fils d'Alexeï, opritchnik
- Andrei Abrikossov : Fiodor Kolytchov, boyard devenu le métropolite Philippe
- Alexandre Mguebrov : Pimène, archevêque de Novgorod
- Maxime Mikhaïlov : archidiacre
- Vladimir Balachov : Piotr Volynets, le fanatique
- Vsevolod Poudovkine : Nikola Grand Bonnet, pitre
- Pavel Massalski : Sigismond II, roi de Pologne
- Gueorgui Youmatov : le moine
- Sergueï Stoliarov (première partie - non crédité)

## Analyse
Le film est « une réflexion sur la nature du pouvoir exercé par Joseph Staline ».
Ivan le Terrible a été tourné à Alma-Ata où les studios de Mosfilm avaient été évacués face à la menace de l'avancée allemande. Ivan est joué par Nikolaï Tcherkassov qui avait déjà interprété le rôle-titre d'Alexandre Nevski (1938). Cet acteur, le préféré de Staline et membre du parti communiste, est d'ailleurs imposé à Eisenstein pour Ivan le Terrible. Ceci permet plus facilement l'identification de Staline aux héros du passé. D'ailleurs la première partie montrant un tsar lumineux, unificateur et chef de guerre de grande qualité lui convient tout à fait. Quand elle sort en 1945, elle reçoit de prestigieuses récompenses.
La seconde partie montre un Ivan vieillissant exerçant le pouvoir de manière despotique. Le film est servi par l'interprétation exceptionnelle des acteurs, le talent des chefs opérateurs Édouard Tissé et Andreï Moskvine qui installent un univers sombre et angoissant. Quand Staline découvre cette seconde partie, il décide aussitôt de l'interdire. Eisenstein se voit reprocher la façon dont il a représenté la garde personnelle d'Ivan avec « l'allure d'une bande de dégénérés ressemblant au Ku Klux Klan américain ». Le film, perçu comme une critique de Staline et du culte de la personnalité, met fin à la carrière d'Eisenstein, qui meurt abandonné de tous en 1948. Il faudra attendre 1958, cinq ans après la mort de Staline, pour que le film soit autorisé à être projeté en URSS.

## Autour du film
- Le film devait comporter une troisième partie qui ne fut pas réalisée.
- Le film reçut le prix de la photographie au Festival international du film de Locarno en 1946 et fut classé septième des dix meilleurs films du cinéma mondial par la critique professionnelle d'après le magazine anglais Sight and Sound en 1962.
- La musique de ce film a été composée par Sergueï Prokofiev. Peu après la sortie de ce film et sur la base de la musique qu'il avait écrite pour S. Eisenstein, Prokofiev composa une cantate pour grand orchestre, chœurs, alto, baryton et récitant. L'alto chante notamment la Chanson du castor qu'interprète Efrossinia dans le film d'Eisenstein. Le récitant tient le double rôle de l'auteur et d'Ivan.

- Prokofiev avait déjà collaboré avec Eisenstein pour Alexandre Nevski et en avait également tiré une cantate. Malheureusement, le succès qu'avait rencontré Prokofiev avec Alexandre Nevski ne s'est pas renouvelé avec sa cantate tirée d'Ivan le Terrible.